# 闊葉林書店
闊葉林書店（Broad-leaved Forest Bookstore），為台中市小型獨立書店之一，創辦人為廖仁平，乃雲林縣西螺鎮人；書店主要客源為興大、彰師大、暨大等大學學子。
闊葉林書店成立於1998年，原址設於現址對面。

## 名稱由來
「隱藏一片樹葉最好的地方是森林」──阿根廷小說家波赫士。
闊葉林書局即引用波赫士《沙之書》的句子。一片樹葉就像是一本書；闊葉林就是書局，就是很多藏書的地方。

## 書店經營
由於是實體書店，選書和訂書是重要的營業程序。尤其於選購書籍方面，素以文學、歷史、哲學、科普為主，未及於商業及企業管理等「市場性較重」之書籍，遂得以避於受到大環境的波及。
闊葉林書店現址本為簡餐餐廳「老街藝術庭園咖啡」，如今因書店遷址，格局擴張，經營亦擴及餐飲服務，而成為學子課餘休憩場所。

## 年表
- 1998年2月，闊葉林書店開幕。
- 2010年2月，闊葉林書店遷址。

## 外部連結
- 原樹發新枝 闊葉林再出發 （页面存档备份，存于）
- 無需暄囂的雅趣：闊葉林 書 飲 食 （页面存档备份，存于）
- 國立中興大學官方網站